# Bart Van den Bossche (personage)
Bart Van den Bossche is een personage in de VTM-televisieserie Familie. Het personage wordt gespeeld door Chris Van Tongelen.
Aanvankelijk vertolkte Christophe Du Jardin de rol van Bart, tot hij in 1997 vroeg om zijn rol op een laag pitje te zetten. Maar de makers konden dit niet doen en daarom werd een tijdssprong gemaakt en werd Du Jardin uit de reeks geschreven. Hij werd vervangen door Wim Van de Velde. Deze verliet de reeks in 2000. Op 29 juni 2001 keerde het personage terug, ditmaal vertolkt door Chris Van Tongelen. Chris Van Tongelen speelde deze rol tot en met 28 mei 2015 en kwam nadien nog even terug kort in beeld tijdens de seizoensfinale van seizoen 24 op 26 juni 2015 en van 24 augustus 2015 tot en met 31 augustus 2015. In seizoen 26 kwam Bart terug maar vertrok 2 maanden later met Trudy, Jelle en Louise naar Amerika. Sindsdien duikt Bart nog maar zeer sporadisch op in de reeks, telkens voor korte periodes, omdat Chris Van Tongelen een vaste rol in Familie niet meer kan combineren met zijn andere projecten.

## Overzicht
Bart is de oudste zoon van Jan Van den Bossche en Monique Stevens. Hij heeft een zus Mieke en is de halfbroer van Willem, Leen, Maarten en Guido.
Bart leert na zijn wilde jeugdjaren Brenda Vermeir kennen. De twee trouwen en krijgen al snel een dochtertje Hannah. Lang duurt hun geluk niet, want de relatie loopt stuk en Bart gaat opnieuw studeren in Amerika.
Nog geen jaar later krijgen de Van den Bossches het bericht dat Bart omgekomen is geraakt bij een ernstig ongeval. Wat niemand weet is dat Christel Feremans de opdrachtgeefster is van het ongeluk.  Brenda denkt dat Bart nog leeft. Ondertussen is Koen Lamoen al met Brenda en dat koppel vertrekt samen met Peter Van den Bossche naar de VS om hem te zoeken. Brenda had gelijk, want Bart leeft nog. Al snel blijkt dat Bart helemaal niet meer dezelfde is. Hij denkt dat hij nog met Brenda is. Daar is Koen heel jaloers op. Na een tijd wijst Brenda hem af en geraakt Bart diep in de put. Hij is na het ongeluk aards lelijk geworden. 
In seizoen 13 vindt Bart eindelijk nog is het geluk bij Christel Feremans. Wat Bart niet weet is dat Christel de oorzaak is van zijn ongeval in de VS en dat Christel nu enkel nog uit is op Bart en Hanne hun aandelen. Via haar werkt Bart mee aan een complot van familievijand Xavier Latour om het bedrijf over te nemen. Dit weet Bart echter niet. Uiteindelijk toont komt alles uit, breekt hij met Christel en zoekt hij weer voorzichtig toenadering tot de familie. Peter besluit Bart een nieuwe kans te geven en maakt hem directeur van de Franse vestiging. Een aantal maanden later wordt deze verkocht en keert Bart terug naar België. Hij begint opnieuw een relatie met Brenda, tot grote frustratie van Christel. Ook Koen heeft het er moeilijk mee.
In seizoen 15 trouwen Bart en Brenda een tweede keer en krijgen ze een zoontje Jelle. Het gezin komt alweer zwaar onder druk te staan wanneer Bart zijn echtgenote op zakenreis bedriegt met Nel Veenstra, een plaatselijke receptioniste. Hij wil dit in de doofpot stoppen, maar een aantal weken later duikt de vrouw op in België en begint ze Bart en Brenda te stalken. Haar obsessie van Bart gaat zo ver dat ze Brenda ontvoert en probeert te vermoorden, maar uiteindelijk loopt alles goed af.
Wanneer Bart samen met ingenieur Geert Van Loo voor het bedrijf een revolutionair project lanceert, loopt de zaak grondig uit de hand. Terwijl Bart wordt beschuldigd van bedrijfsspionage, lijkt Geert Van Loo, in werkelijkheid een mannetje van Xavier Latour, van de aardbol verdwenen. Uiteindelijk komt Bart hem op het spoor, maar Latour krijgt weet van de situatie en schakelt Van Loo op een discrete manier uit. Vervolgens wordt Bart beschuldigd van de moord en belandt hij achter de tralies. Nadat hij wordt vrijgesproken keert hij terug naar huis, maar omdat iedereen het vertrouwen in hem had opgezegd wil hij niets meer met VDB Electronics te maken hebben.
Een tijdje later ontmoet loopt hij Filip Van Waaienberg, zijn vroegere celgenoot, tegen het lijf. De twee maken plannen voor een boottocht om de wereld, tot grote ergernis van Brenda, die zich van hem wil laten scheiden. Uiteindelijk krijgen de twee vrienden ruzie en ziet Bart af van zijn plannen. Hij keert terug naar VDB Electronics en verzoent zich met zijn vrouw. Het koppel is nadien gelukkiger dan ooit. 
In seizoen 20 gebeurt er iets verschrikkelijk. Brenda verongelukt en Bart moet alleen voor de opvoeding van zijn kinderen zorgen.
Wanneer er brand uitbreekt bij VDB Electronics, raakt Bart bedolven onder een losgekomen balk. Hij kan op het nippertje worden gered, maar hij heeft verschillende brandwonden opgelopen en vooral zijn benen zijn er verschrikkelijk erg aan toe. De dokters waarschuwen hem voor een zeer lang en onzeker genezingsproces.
Intussen is Bart gerevalideerd en staat hij aan het hoofd van VDB Electronics. Daarbovenop heeft hij ook een relatie met Trudy. Dat is de vrouw die lang getrouwd was met zijn neef Peter Van den Bossche.
De holding van Van den Bossche zit financieel aan de grond en VDB Electronics gaat failliet. Hij is lang op zoek naar nieuw werk en opeens heeft hij het gevonden: een kaderfunctie bij Lantec, de concurrent van VDB Electronics. Bart neemt de projecten die nooit zijn afgewerkt bij VDB mee naar Lantec, om ze verder te kunnen ontwikkelen. Hij denk dat die projecten van hem zijn, wat niet zo is, en krijgt daarom problemen met Veronique. Door het verkopen van zijn huis kan hij de schulden van Lantec vereffenen en later komt het ook terug goed met Veronique. 
Op 28 mei '15 moet Bart naar Luxemburg voor zijn werk, voor een korte periode. Bart besluit 's morgens te vertrekken, in plaats van de avond ervoor om zo nog een romantische nacht met Trudy te kunnen beleven. Enkele uren na zijn vertrek krijgt Trudy de politie over de vloer met het nieuws dat Bart een auto-ongeluk heeft gehad en daarbij om het leven is gekomen. Terwijl heel de familie om hem rouwt ontdekt Trudy bij het het doornemen van zijn spullen dat Bart haar opnieuw bedrogen heeft met Greet. Trudy is hierdoor zo kwaad en gechoqueerd dat ze besluit om niet naar zijn begrafenis te gaan en hem zo snel mogelijk te vergeten.
Een maand later tijdens de seizoensfinale wordt onthuld dat Bart echter nog in leven is en nu in L.A. verblijft om nog onbekende redenen. Achteraf blijkt dat hij daar ondergedoken is nadat hij in aanraking is gekomen met de Italiaanse maffia en hij en zijn gezin mogelijk een groot gevaar zouden lopen. Samen met de hulp van Faroud en Greet heeft hij zijn dood in scène gezet en hebben ze valse aanwijzingen achtergelaten waardoor Trudy zou denken dat Bart haar opnieuw bedroog met Greet. Hierdoor zou Trudy sneller over de dood van Bart heen geraken. Tot hij terugkwam was Faroud, samen met zijn collega's van Staatsveiligheid, de enige die wist dat Bart nog leefde.
In de midseizoensfinale van seizoen 26 keert Bart terug naar België, nadat hij op eigen houtje een plan heeft bedacht om voorgoed af te rekenen met de maffiafamilie die het op hem gemunt had. Tijdens het negentigste verjaardagsfeest van de bomma keert hij terug naar zijn familie. Iedereen schrikt, maar al gauw wordt Bart opnieuw verwelkomt in de familie. Nadat alle problemen omtrent de maffia voorbij zijn verhuizen Bart, Trudy en Jelle naar L.A. In juni 2017 keren Bart en Trudy kort terug naar België om de trouw van Mathias en Veronique bij te wonen. Na de tijdssprong van 2 maanden aan het begin van de tweede aflevering van seizoen 27 zijn Bart en Trudy opnieuw vertrokken naar L.A.
In seizoen 27 keren Bart, Trudy en Jelle terug naar België nadat Jelle in de problemen is gekomen. Bart vraagt een overplaatsing aan bij zijn werk en hij krijgt een voorstel om zijn job verder uit te oefenen in Dubai. Omdat Jelle het niet ziet zitten om opnieuw te verhuizen stelt Trudy voor dat Bart alleen gaat zodat zij bij Jelle in België kan blijven. Uiteindelijk gaat Bart akkoord en vertrekt hij alleen naar Dubai. Enkele maanden later keert Bart opnieuw kort terug naar België nadat Hanne per ongeluk werd aangereden door Stan. Bart overweegt om ontslag te nemen om zo voorgoed in België te kunnen blijven bij zijn familie, maar vertrekt uiteindelijk toch opnieuw naar Dubai in samenspraak met Hanne en Jelle.
In maart 2022 keert Bart enkele dagen terug naar België voor de begrafenis van Marie-Rose en Peter.